# Estação Camp de l'Arpa

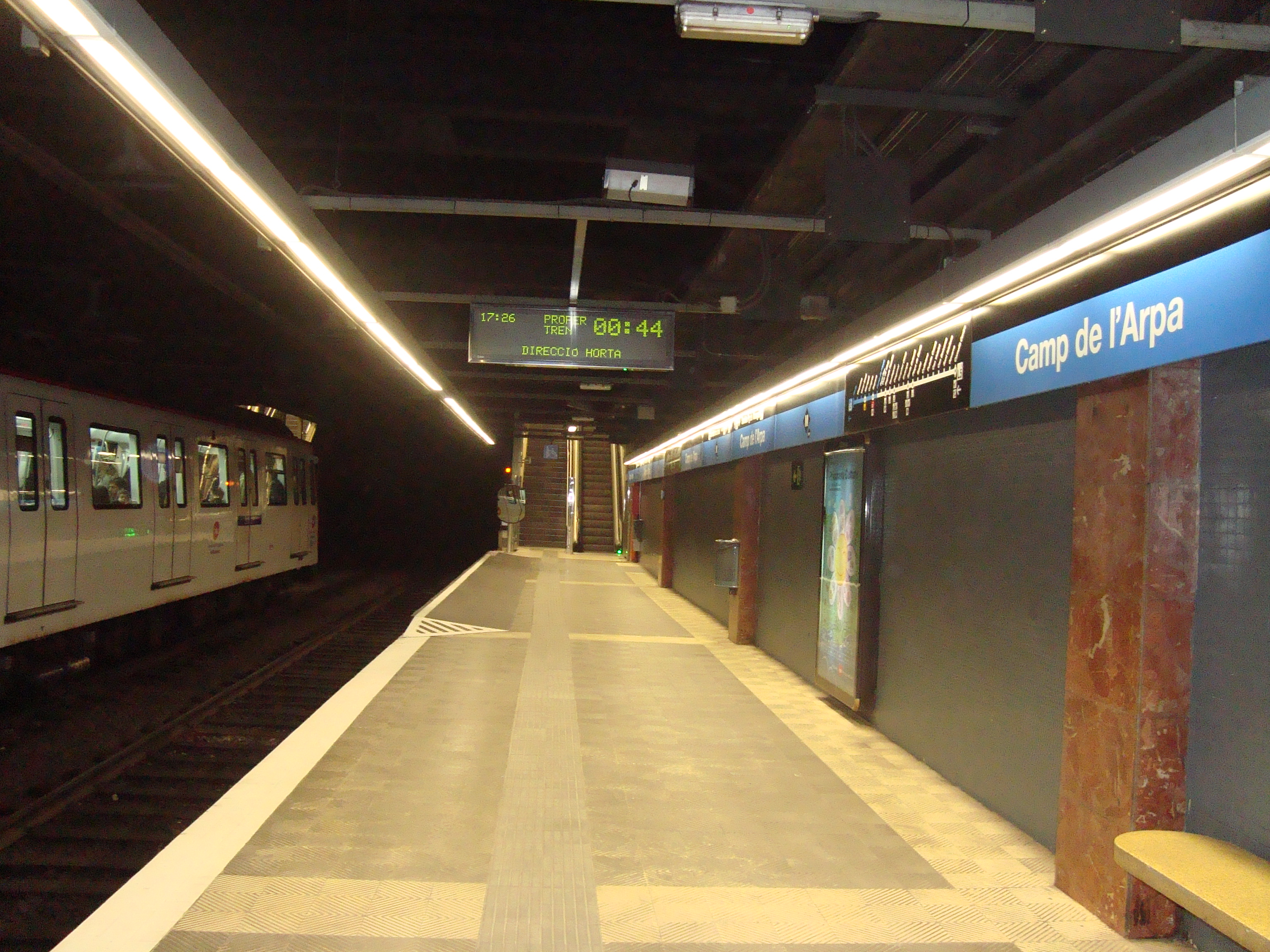
Estação Camp de l'Arpa em 2010.

Camp de l'Arpa é uma estação da linha Linha 5 do Metro de Barcelona.

## História
A estação entrou em serviço em 1970 como parte da Linha V sob o nome de Campo del Arpa até em 1982 com a reorganização dos números da linha e mudanças no nome da estação, passando a adotar seu nome atual.

## Acessos à estação
- Passeig Maragall
- Indústria